# Dekanija Idrija - Cerkno
Dekanija Idrija - Cerkno je rimskokatoliška dekanija škofije Koper. 

## Župnije
- Župnija Cerkno
- Župnija Črni Vrh nad Idrijo
- Župnija Godovič
- Župnija Idrija
- Župnija Ledine
- Župnija Spodnja Idrija